# Valutapar
Valutapar är benämningen på prisrelationen mellan två valutor på valutamarknaden. Varje valuta skrivs med den treställiga kod som anges i standarden ISO 4217 utgiven av Internationella Standardiseringsorganisationen (ISO). Den växelkurs som anges för ett valutapar anger hur mycket av den andra valutan i ett par som betalats eller begärts för en enhet av den första valutan i paret. Ett belopp för exempelvis valutaparet EURSEK  skall utläsas som "svenska kronor per Euro".  Andra förekommande skrivsätt är  EUR/SEK och EUR.SEK. Skrivsättet EUR/SEK används frekvent i svenska media, vilket är viktigt att notera eftersom det i andra sammanhang tolkas som ett matematiskt uttryck med helt motsatt innebörd.   